# Maria-do-nordeste
Falso-tódi-nordestino ou maria-do-nordeste (Hemitriccus mirandae) é uma espécie de ave da família Tyrannidae.
É endémica do Brasil.
Os seus habitats naturais são: florestas secas tropicais ou subtropicais e florestas subtropicais ou tropicais húmidas de baixa altitude.
Está ameaçada por perda de habitat.